# Hussain Al-Azzani
Hussain Abdullah Hussain Abdul Al-Azzani (arab. حسين عبد الله العزاني ;ur. 1 stycznia 1998) – jemeński zapaśnik walczący w obu stylach. Zajął 24. miejsce na mistrzostwach świata w 2021. Szesnasty na igrzyskach azjatyckich w 2018. Trzeci na mistrzostwach arabskich w 2018 roku.